# ECW One Night Stand 2005
ECW One Night Stand 2005 è stato un pay-per-view di wrestling prodotto dalla World Wrestling Entertainment, svoltosi il 12 giugno 2005 all'Hammerstein Ballroom di New York.
All'evento hanno preso parte sia wrestler di Raw che di SmackDown!, oltre a numerosi atleti che negli anni novanta avevano militato nella Extreme Championship Wrestling e di cui solo alcuni erano sotto contratto con la WWE.

## Produzione
Tommy Dreamer fu responsabile di organizzare l'evento e fece in modo che partecipassero anche gli ECW Originals. Egli contattò molte persone, incluso Sandman, Sabu, Justin Credible e l'ex commentatore della ECW Joey Styles. Più tardi fu riportato che Paul Heyman stava lavorando con Tommy per organizzare l'evento.  L'evento fu confermato pubblicamente dalla WWE attraverso Dish Network nel marzo 2005. In un'intervista con SLAM! Sports prima dell'evento, l'ECW Original Rob Van Dam annunciò che egli aveva chiesto a Vince McMahon dell'idea di tenere una riunione prima dell'evento.
325,000 persone comprarono i biglietti per vedere lo show. Molti tentarono di ordinarlo attraverso il sito web ufficiale della WWE, ma il sito web si spense a causa di problemi tecnici. La WWE adottò, poi, One Night Stand come un pay-per-view annuale. L'evento ritornò alla Hammerstein Ballroom per ECW One Night Stand (2006), One Night Stand (2007) e One Night Stand (2008), togliendo "ECW", nel 2009 fu sostituito con Extreme Rules.

## Storyline
Nella puntata di Raw del 9 maggio, il general manager Eric Bischoff dichiarò che ECW One Night Stand sarebbe stato un pay-per-view totalmente inutile dicendo, inoltre, che avrebbe distrutto la ECW in un batter d'occhio con il suo ingegno. La settimana successiva, a Raw, Tajiri accettò di affrontare Chris Benoit in un Extreme Rules match, ma durante l'incontro Bischoff fermò il tutto dichiarando che qualsiasi match legato allo stile ECW, sarebbe stato cancellato dal roster di Raw. La settimana successiva, a Raw, Bischoff organizzò una cerimonia funebre nei confronti della ECW, ma il Chairman della WWE Vince McMahon lo interruppe per esprimere il proprio interesse nel riportare in vita la ECW. Dopodiché, l'ex proprietario della defunta ECW, Paul Heyman, si presentò sul ring ricordando che McMahon aveva ancora il controllo della ECW, dato che quest'ultimo ne acquistò i completi diritti nell'estate del 2003. La sera stessa, Benoit sconfisse Tajiri in un Extreme Rules match. La settimana successiva, a Raw, Bischoff annunciò un Tables match tra Edge e Benoit e, nel corso di tale incontro, Benoit fallì un diving headbutt schiantandosi contro un tavolo a causa dell'interferenza di Lita, che riuscì a far spostare Edge, il quale era posizionato al di sopra del tavolo. In quel preciso istante, Bischoff mandò diverse Superstars di Raw sul ring per assalire Benoit, che permisero a Edge di connettere con una Powerbomb ai danni del Rabid Wolverine su di un tavolo per trionfare.
La rivalità tra Raw e la ECW si sparse anche nel roster di SmackDown!. Nella puntata di SmackDown! del 26 maggio, Kurt Angle affermò che la ECW non era altro che un'infima promozione di wrestling e disse che avrebbe preso anche lui parte all'invasione della WWE nel corso del pay-per-view ECW One Night Stand. La settimana dopo, a SmackDown!, John "Bradshaw" Layfield annunciò che avrebbe seguito l'Olympic Hero nell'invadere il pay-per-view e, nella stessa puntata, Angle chiese al commentatore Tazz (noto per il suo periodo da wrestler trascorso proprio in ECW) di seguirlo nell'invasione ai danni della ECW, ma quest'ultimo rifiutò l'offerta e Angle reagì attaccandolo brutalmente.
Nella puntata di Raw del 6 giugno, Chris Benoit sconfisse Snitsky in un Extreme Rules match. Al termine del match, gli ECW Originals (Tommy Dreamer, i Dudley Boyz, Balls Mahoney, Rhyno, Sandman, Axl Rotten e altri) attaccarono le Superstars del roster di Raw. Nella puntata di SmackDown! del 9 giugno, Benoit passò da Raw a SmackDown! per effetto dell'annuale Draft e affrontò John "Bradshaw" Layfield. Dopo che Benoit intrappolò JBL nella Crippler Crossface, Kurt Angle interferì per attaccare Benoit facendo scattare la squalifica. Di conseguenza scoppiò una rissa tra gli ECW Originals (presenti all'angolo di Benoit) e gli invasori della WWE (all'angolo di JBL), da cui i primi ne uscirono vincitori.

## Evento
L'evento si aprì con un discorso tenuto dallo storico commentatore della ECW, Joey Styles. Styles diede il benvenuto al pubblico e introdusse, poi, il suo compagno di commento per la serata, ossia Mick Foley.

### Match preliminari
Il primo match fu tra Lance Storm, accompagnato da Dawn Marie, e Chris Jericho. Durante le fasi finali dell'incontro, Jericho intrappolò Storm nella Walls of Jericho, ma la Marie interferì distraendo l'arbitro e permise, così, a Jason e Justin Credible di attaccare Jericho con una kendo stick. Storm ne approfittò e schienò Jericho per ottenere la vittoria.
Il match successivo fu il Three-Way Dance tra Tajiri (accompagnato da Mikey Whipwreck e The Sinister Minister), Little Guido (accompagnato dai suoi alleati della F.B.I.) e Super Crazy. Durante il match, Super Crazy effettuò un moonsault dalla balconata dell'arena per colpire tutti i membri della F.B.I. Dopodiché, Tajiri eliminò Little Guido dopo che quest'ultimo subì una Whipper Snapper da parte di Whipwreck mentre l'arbitro era distratto. Super Crazy colpì, poi, Tajiri con un moonsault dalla terza corda per eliminarlo e vincere la contesa.
Il terzo match fu tra Rey Mysterio Jr. (in quest'occasione egli ha lottato con il suo vecchio ringname in ECW) e Psicosis. Mysterio vinse il match dopo aver colpito Psicosis con una 619, seguita da un West Coast Pop. Alla fine dell'incontro diverse Superstars di SmackDown! (Kurt Angle, John "Bradshaw" Layfield e il suo Cabinet, Carlito e Matt Morgan) entrarono nel palazzetto e insultarono il pubblico presente all'interno della arena, che rispose pesantemente agli insulti di Angle e JBL.
Successivamente, Rob Van Dam (fermo da diverso tempo a causa di infortunio) e Bill Alfonso si presentarono sul ring interrompendo Angle e JBL. Il promo di Van Dam fu a sua volta interrotto da Rhyno, il quale colpì RVD con una Gore. Sabu accorse, poi, in aiuto di Van Dam e sfidò Rhyno ad un immediato match. Sabu sconfisse Rhyno con un Arabian Skullcrusher attraverso un tavolo, dopo che quest'ultimo venne colpito da una Van Daminator di RVD, per vincere l'incontro.
Il quinto match fu tra Chris Benoit e Eddie Guerrero. Nel finale, Benoit sottomise Guerrero alla Crippler Crossface per vincere il match. Prima dell'inizio di questo incontro, anche diverse Superstars di Raw (il general manager Eric Bischoff, Jonathan Coachman, Edge, Christian, Tyson Tomko, Snitsky, La Résistance e William Regal) entrarono nell'arena.

### Match principali
Il match che seguì fu tra Mike Awesome e Masato Tanaka. Nella fasi finali, Awesome effettuò una Powerbomb ai danni di Tanaka su di un tavolo, seguita da un Suicide Dive, per ottenere lo schienamento vincente.
Il main event fu un Tag Team match tra la coppia formata dai Dudley Boyz (Bubba Ray Dudley e D-Von Dudley) e la coppia formata da The Sandman e Tommy Dreamer. Prima che il match iniziasse, la bWo (Hollywood Nova, Stevie Richards e The Blue Meanie) entrò nel ring. Dato ciò, Kid Kash, Balls Mahoney e Axl Rotten arrivarono sul ring con delle sedie d'acciaio per scacciare i membri della bWo dando, finalmente, inizio al main event. Durante il match, gli Impact Players (Lance Storm, Jason e Justin Credible) interferirono attaccando Dreamer e Sandman. Francine, l'ex manager di Dreamer, salì poi sul ring e colpì Dreamer con un low-blow. Ciò portò Beulah McGillicutty (moglie di Dreamer nella vita reale) ad attaccare Francine. Nel finale, i Dudley Boyz, anche grazie all'aiuto di Spike Dudley, vinsero la contesa dopo aver schiantato Dreamer con una Powerbomb attraverso un tavolo infuocato.
La messa in onda del pay-per-view si concluse con un'enorme rissa tra gli ECW Originals (a cui si aggiunsero anche Steve Austin e Tazz) e le Superstars di Raw e SmackDown. Gli ECW Originals ebbero la meglio e Austin colpì Bischoff con una Stone Cold Stunner terminando questo speciale evento in onore della ECW.

## Risultati
| # | Incontri | Stipulazioni                    | Durata |
| - | --- | ------------------------------- | ------ |
| 1 | Lance Storm (con Dawn Marie) ha sconfitto Chris Jericho                                                              | Single match                    | 07:22  |
| 2 | Super Crazy ha sconfitto Little Guido (con Big Guido, Tony Mamaluke e Tracy Smothers) e Tajiri (con Mikey Whipwreck) | Triple threat elimination match | 06:12  |
| 3 | Rey Mysterio Jr. ha sconfitto Psicosis                                                                               | Single match                    | 06:22  |
| 4 | Sabu (con Rob Van Dam) ha sconfitto Rhyno                                                                            | Single match                    | 06:30  |
| 5 | Chris Benoit ha sconfitto Eddie Guerrero per sottomissione                                                           | Single match                    | 10:37  |
| 6 | Mike Awesome ha sconfitto Masato Tanaka                                                                              | Single match                    | 09:52  |
| 7 | The Dudley Boyz hanno sconfitto The Sandman e Tommy Dreamer                                                          | Tag team match                  | 10:52  |